# Romaleon branneri
Romaleon branneri is een krabbensoort uit de familie van de Cancridae. De wetenschappelijke naam van de soort is voor het eerst geldig gepubliceerd in 1926 door Rathbun.